# Birgit Hamann
Birgit Hamann (Böblingen, 11 september 1969) is een atleet uit Duitsland.
Op de Olympische Zomerspelen van Atlanta in 1996 liep zij de 100 meter horden.
In 1997 kwam Hamann in het nieuws toen ze in een televisie-uitzending aangaf eerder van sportarts Armin Klümper, zonder het zelf te weten, een groeihormoon toegediend te hebben gekregen.
- World Athletics: 14277879